# Slovakiska köket

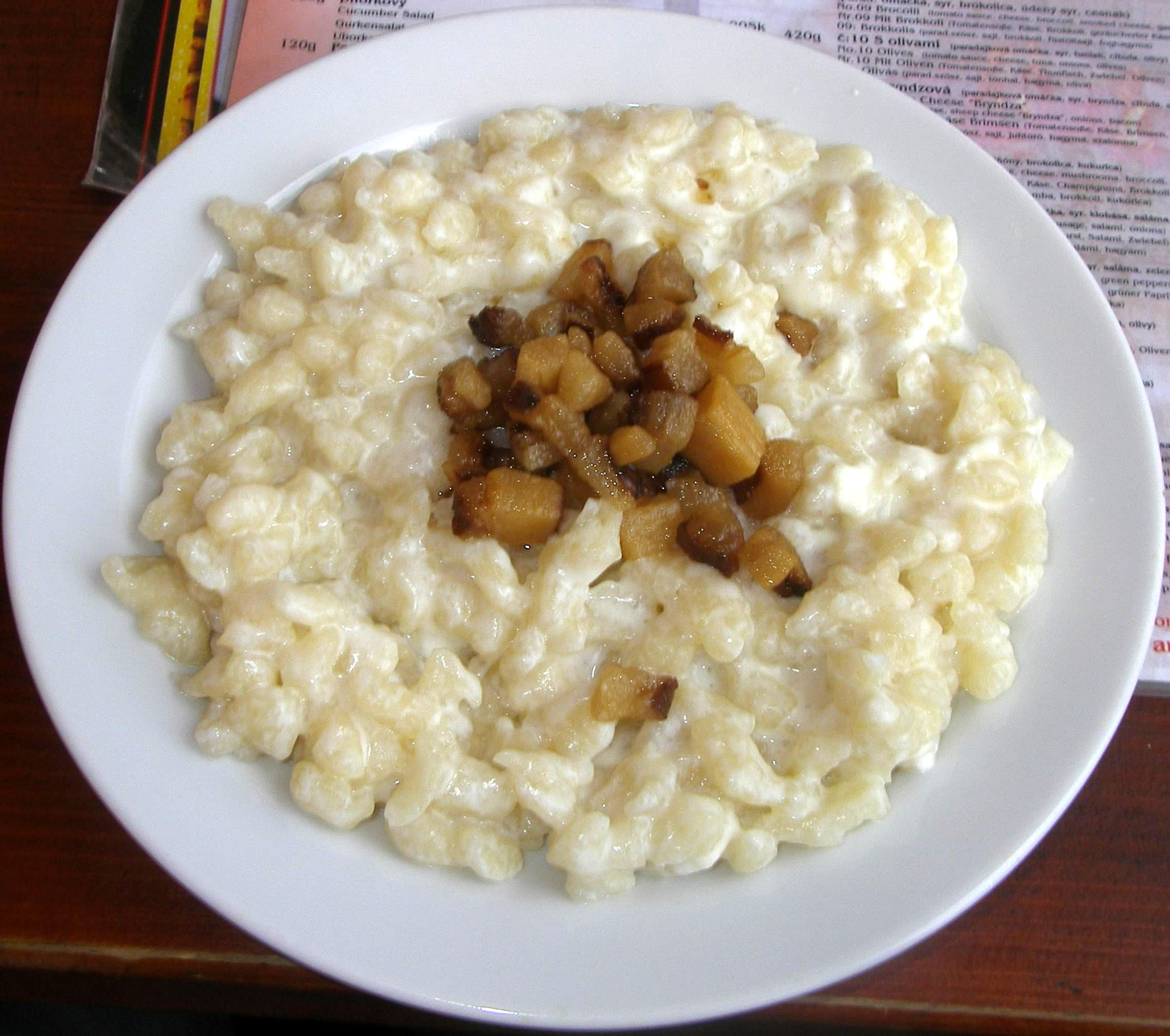
Brynzové halušky.

Slovakiska köket omfattar den matkultur och de mattraditioner som finns i Slovakien. På grund av ett hårt klimat med kalla vintrar odlas tåliga grönsaker och växter såsom potatis, kål, lök och vitlök. Även om det inte växer i landet, importeras ris från andra länder. Andra grönsaker och frukter används likaså. Getost och andra ostsorter är en vanligt förekommande ingrediens i många maträtter. De vanligaste köttsorterna är fläskkött, nötkött och kycklingkött, även om andra köttsorter såsom vilt förekommer. Bröd äts både till frukost och middag, och soppor serveras ofta före lunchen.
Böhmen i Tjeckien har influerat köket mycket, men generellt sett är köket mer kryddstarkt än det tjeckiska, mer likt det ungerska, med rätter såsom gulaschgryta, men även det österrikiska. Knödel är en annan vanlig rätt, såväl som nationalrätten brynzové halušky, vilket är gnocchi som serveras med en sås på fårost och garneras med stekt bacon.
De flesta måltider serveras med slovakiskt vin eller öl, och öl ses ofta som en nationaldryck. Vinproduktionen i Slovakien har pågått i 2 000 år, även om ölet är vanligare, med märken som Zlatý Bažant.